# 物質導數
在連續介質力學中，物質導數（英語：material derivative）描述物質元一些物理量（如熱量或動量）的變動率，而該物質元受制於由時間和空間決定的宏觀向量場。物質導數可作為連續介質力學對形變的歐拉和拉格朗日描述之間的連結。
例如在流體動力學中，向量場為流速，而感興趣的量可能為流體溫度。在這種情況下，物質導數描述的就是某一流體塊沿其跡線（軌跡）流動時隨時間的溫度變化。

## 其他名稱
物質導數有很多其他名稱，包括：
- 隨流導數（advective derivative）[4]
- 對流導數（convective derivative）[5]
- 隨體導數（derivative following the motion）[1]
- 水動力導數（hydrodynamic derivative）[1]
- 拉格朗日導數（Lagrange derivative）[6]
- 隨質點導數（particle derivative）[7]
- 隨質導數（substantial derivative）[1]
- 實質導數（substantive derivative）[8]
- 斯托克斯導數（Stokes derivative）[8]
- 全導數（total derivative）[1][9]，雖然物質導數實際上是全導數的特殊個案[9]。

## 定義
對於任何宏觀張量場y（也就是說只取決於時間和空間座標，y = y(x, t)），其物質導數的定義如下：
{\displaystyle {\frac {\mathrm {D} y}{\mathrm {D} t}}\equiv {\frac {\partial y}{\partial t}}+\mathbf {u} \cdot \nabla y,}
其中∇y為張量的協變導數，而u(x, t)則為流速。一般來說場u·∇y的對流導數，就是包含場的協變導數的那一個，可被詮釋為u·(∇y)的流線張量導數，又或是場(u·∇) y涉及流線的方向導數，而兩者的結果相同。
只有這個包含流速的空間項在描述場流中的運輸作用，而另一個項只是在描述場的內稟差異，因此與任何流的存在無關。令人混亂的是，有時會使用“對流導數”一詞來稱呼整個物質導數D/Dt，而不是稱呼u·∇這個空間項。在定義中與時間無關項的效果，在純量場和向量場的個案中分別被稱為平流和對流。

### 純量和向量場
比方說，對於宏觀純量場φ(x, t)和宏觀向量場A(x, t)，物質導數定義會變成：
{\displaystyle {\begin{aligned}{\frac {\mathrm {D} \varphi }{\mathrm {D} t}}&\equiv {\frac {\partial \varphi }{\partial t}}+\mathbf {u} \cdot \nabla \varphi ,\\[3pt]{\frac {\mathrm {D} \mathbf {A} }{\mathrm {D} t}}&\equiv {\frac {\partial \mathbf {A} }{\partial t}}+\mathbf {u} \cdot \nabla \mathbf {A} .\end{aligned}}}
在純量個案中的∇φ就只是純量的梯度，而在向量個案中的∇A則是宏觀向量的協變導數（可被視為作為x的函數的A的雅可比矩陣）。
特別是三維平面直角坐標系(x1, x2, x3)中的純量場，速度u的分量為u1、  u2、u3，而對流項則為：
解析失败 (SVG（MathML可通过浏览器插件启用）：从服务器“http://localhost:6011/zh.wikipedia.org/v1/”返回无效的响应（“Math extension cannot connect to Restbase.”）：): {\displaystyle  \mathbf{u}\cdot\nabla \varphi = u_1 \frac {\partial \varphi} {\partial x_1} + u_2 \frac {\partial \varphi} {\partial x_2} + u_3 \frac {\partial \varphi} {\partial x_3}.}

## 發展
已知純量φ = φ(x, t)，其中t為時間，x為位置。這裏的φ可能是物理量，例如溫度或化學濃度。這個純量為φ的物理量存在於連續介質，而介質的宏觀速度可被向量場u(x, t)所表示。
用鏈式法則展開φ對時間的（全）導數可得：
{\displaystyle {\frac {\mathrm {d} }{\mathrm {d} t}}\varphi (\mathbf {x} ,t)={\frac {\partial \varphi }{\partial t}}+{\dot {\mathbf {x} }}\cdot \nabla \varphi .}
很明顯這個導數取決於向量
{\displaystyle {\dot {\mathbf {x} }}\equiv {\frac {\mathrm {d} \mathbf {x} }{\mathrm {d} t}},}
它描述的是空間中的“被選擇”的路徑。舉例說，若被選擇的是{\displaystyle {\dot {\mathbf {x} }}=\mathbf {0} }，則時間導數變成與時間偏導數相等，與偏導數的定義一致：對某變量（本例為時間）取導數時保持其他變量不變（本例為空間）。這是合理的，因為若{\displaystyle {\dot {\mathbf {x} }}=0}，則取導數的位置是固定的。這個靜位置導數叫歐拉導數。
這個個案的另一個例子是站着不動的泳客在清晨感知到湖中的溫度變化：湖水因為太陽的加熱而變得愈來愈暖。在這個個案中{\displaystyle {\frac {\partial \varphi }{\partial t}}} 一項足夠描述溫度的變化率。
若太陽沒有加熱湖水（即{\displaystyle {\frac {\partial \varphi }{\partial t}}=0}），但路徑x(t)不是靜止，則φ的時間導數可能隨路徑改變。例如說，想像泳客所在的池水沒有運動，並且在室內不受太陽影響。一端剛好處於固定的高溫，而另一端則處於固定的低溫。泳客通過從一端游到另一端感知到溫度隨着時間的變化，即使溫度在某（靜止）點不變。這是因為取時間導數時泳客的位置在改變，而右邊第二項{\displaystyle {\dot {\mathbf {x} }}\cdot \nabla \varphi }不足以描述溫度的變化。附在泳客身上的溫度感應器可以展示出隨時間變化的溫度，這個變化純粹是因為泳池一端與另一端的溫度差異。
最終取物質導數時所選擇的路徑x(t)，其速度等於流體速度
{\displaystyle {\dot {\mathbf {x} }}=\mathbf {u} .}
也就是說，路徑跟隨了由流體速度場u所描述的流體流。因此，純量φ的物質導數為
{\displaystyle {\frac {\mathrm {D} \varphi }{\mathrm {D} t}}={\frac {\partial \varphi }{\partial t}}+\mathbf {u} \cdot \nabla \varphi .}
在這個案中可舉一個例子，一個輕量的自然浮點在流動的河上飄着，同時亦經歷到溫度轉變。局部河水的溫度增加，可能因為河上的光影分佈，又或是整條河在整天的過程中被加熱。由浮點運動所引起的轉變（由流體運動導致的自身運動）被稱為“平流”（若向量正被傳遞則改稱為對流）。
上述的定義取決於流體流的物理性質。然而，這情況不需使用任何物理定律（比方說，假設輕量質點在河上會跟隨河水的速度），但實驗上許多物理概念可用物質導數來精確描述。但是一般的平流個案取決於流體流的質量守恆；若平流發生於非守恆介質，則情況會稍為不同。
上述的純量只考慮了一條路徑。對向量而言，梯度變成了張量導數；對張量場而言，可能要考慮的不僅是由流體移動所引起的座標系統平移，還有其旋轉和伸展。以上可經由使用上對流時間導數來實現。

## 正交座標系
可以證明在正交座標系中，物質導數的對流項中的第j分量如下：
{\displaystyle [\left(\mathbf {u} \cdot \nabla \right)\mathbf {A} ]_{j}=\sum _{i}{\frac {u_{i}}{h_{i}}}{\frac {\partial A_{j}}{\partial q^{i}}}+{\frac {A_{i}}{h_{i}h_{j}}}\left(u_{j}{\frac {\partial h_{j}}{\partial q^{i}}}-u_{i}{\frac {\partial h_{i}}{\partial q^{j}}}\right),}
其中hi 與度量張量的關係由下式表示：
{\displaystyle h_{i}={\sqrt {g_{ii}}}.}
在三維平面直角坐標系(x, y, z)的特殊個案中，當中A為1-張量（有三個分量的向量），則其物質導數只是：
{\displaystyle (\mathbf {u} \cdot \nabla )\mathbf {A} ={\begin{pmatrix}\displaystyle u_{x}{\frac {\partial A_{x}}{\partial x}}+u_{y}{\frac {\partial A_{x}}{\partial y}}+u_{z}{\frac {\partial A_{x}}{\partial z}}\\\displaystyle u_{x}{\frac {\partial A_{y}}{\partial x}}+u_{y}{\frac {\partial A_{y}}{\partial y}}+u_{z}{\frac {\partial A_{y}}{\partial z}}\\\displaystyle u_{x}{\frac {\partial A_{z}}{\partial x}}+u_{y}{\frac {\partial A_{z}}{\partial y}}+u_{z}{\frac {\partial A_{z}}{\partial z}}\end{pmatrix}}.}

## 另見
- 纳维-斯托克斯方程
- 欧拉方程 (流体动力学)
- 李导数
- 列维-奇维塔联络

## 延伸閱讀
- Cohen, Ira M.; Kundu, Pijush K.  4th. Academic Press（英语：Academic Press）. 2008. ISBN 978-0-12-373735-9.
- Lai, Michael; Krempl, Erhard; Ruben, David.  4th. Elsevier. 2010. ISBN 978-0-7506-8560-3.